# Fabé Dia
Fabé Dia (* 14. Februar 1977 in Creil) ist eine ehemalige französische Sprinterin.

## Leben
1995 gewann sie bei den Junioreneuropameisterschaften in Nyíregyháza Silber über 200 Meter.
Bei den Europameisterschaften 1998 in Budapest erreichte sie über 200 Meter das Halbfinale. Im Jahr darauf siegte sie bei den U23-Europameisterschaften in Göteborg in der 4-mal-100-Meter-Staffel. Bei den Weltmeisterschaften 1999 in Sevilla startete sie in derselben Disziplin im Vorlauf und trug so zum Gewinn der Silbermedaille für die französischen Stafette bei.
2000 wurde sie bei den Halleneuropameisterschaften in Gent Sechste über 200 Meter. Bei den Olympischen Spielen in Sydney belegte sie mit der französischen 4-mal-100-Meter-Stafette den vierten Platz. Bei den Weltmeisterschaften 2001 in Edmonton schied sie über 200 Meter im Halbfinale aus. Kurz danach holte sie bei den Mittelmeerspielen in Tunis Silber über 200 Meter und Gold in der 4-mal-100-Meter-Staffel. 2002 gelangte sie bei den Europameisterschaften in München über 200 Meter ins Halbfinale.
2005 wurde sie bei den Halleneuropameisterschaften in Madrid erneut Sechste über 200 Meter. Bei den Mittelmeerspielen in Almería gewann sie Bronze über 200 Meter und siegte in der 4-mal-100-Meter-Staffel, bei den Weltmeisterschaften in Helsinki kam sie mit der französischen 4-mal-100-Meter-Stafette auf den vierten Platz.
2001 wurde sie nationale Meisterin über 200 Meter im Freien, 1995, 2000, 2001, und 2005 in der Halle.
Fabé Dia ist 1,72 m groß und wiegt 64 kg. 2005 heiratete sie den italienischen Mittelstreckenläufer Andrea Longo, 2009 nahm sie die italienische Staatsangehörigkeit an.

## Bestzeiten
- 60 m (Halle): 7,33 s, 21. Januar 2000, Eaubonne
- 100 m: 11,31 s, 24. Mai 1998, Bonneuil-sur-Marne
- 200 m: 23,02 s, 13. Juni 1999, Villeneuve-d’Ascq
  - Halle: 23,13 s, 5. März 1999, Maebashi